# Bulnes, Chile
Bulnes este un oraș și comună din provincia Ñuble, regiunea Bío Bío, Chile, cu o populație de 20.763 locuitori (2012) și o suprafață de 425,4 km2.